# ケビン・ラブ
ケビン・ウェスリー・ラブ（Kevin Wesley Love, 1988年9月7日 - ）は、アメリカ合衆国カリフォルニア州サンタモニカ出身のプロバスケットボール選手。NBAのマイアミ・ヒートに所属している。ポジションはパワーフォワードまたはセンター。

## 学生時代

### 高校
スタン・ラブの次男としてサンタモニカで生まれたラブはオレゴン州で育ち、高校はオレゴンのレーク・オスウィーゴ高校に進学。ミドルネームのウェスリーは、バスケットボール殿堂入りパワーフォワードのウェス・アンセルドから来ており、アンセルドやロサンゼルス・レイカーズのショータイムバスケットボール、ボストン・セルティックスのパスワークのビデオ映像を学びながら努力を続けた。
2年目の2004-05シーズンには25.3得点、15.4リバウンド、3.7アシストを記録し、オレゴン州の最優秀選手、及びオール1stチームに選出された。チームは州チャンピオンシップの決勝にまで進出したが、優勝には届かなかった。翌2005-06シーズンには28.0得点、16.1リバウンドを記録し、州の年間最優秀選出を獲得。またEA Sports、パレード誌選出のオールアメリカ1stチームにも選ばれた。州チャンピオンシップ決勝では南メドフォード高校を破り、優勝を果たした。
最終学年の2006-07シーズンには33.9得点、17.0リバウンド、4.2ブロックを記録し、ネイスミス、ウッデン、USAトゥデイ、ゲータレード、全米高校コーチ協会の各年間最優秀選手賞を独占した。州チャンピオン決勝では37得点を記録し、再び南メドフォード高を破って連覇を達成した。高校キャリア通算2628得点は50年ぶりに更新されたオレゴン州の高校生新記録となった。またパットナム高校との試合では、ダンクでゴールのバックボードを破壊する怪力ぶりも発揮している。
アマチュア・アスレチック・ユニオンのチームでは南カリフォルニア・オールスターズでプレイし、45戦無敗を達成、ラブ個人は4度のMVPに輝いている。また2007年の夏には第10回ナイキホープサミットに参加し、アメリカ選抜対国際選抜の試合では18分の出場で13得点8リバウンドを記録して、アメリカ選抜チームの勝利に貢献した。
彼はこの年、高校を卒業する選手として、O・J・メイヨとともに高く評価されており、CBSスポーツから全米1位、スポーティングニュースから全米2位、Scout.comから全米3位、Rivals.comからは全米7位の高校生選手と評価された。

### UCLA

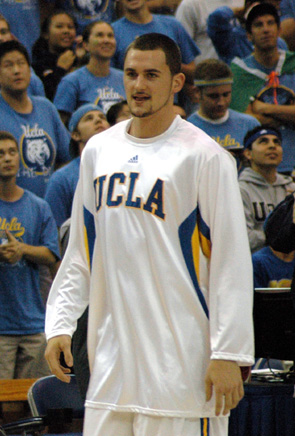
2008年UCLA時代

2006年7月、UCLAとノースカロライナ大学のいずれかに進学することを決めていた彼は、UCLAに進学することを公表した。伝説的なコーチであるジョン・ウッデンや、UCLA出身の元NBAスター選手ビル・ウォルトンからも指導を受けるなど、特に期待を掛けられていた。
オレゴン州のバスケットファンは、ラブがオレゴン大学（ラブの父の母校）に進学するものと思っていたため、ラブのUCLA入りには大いに憤慨した。UCLAがオレゴン大との対戦のために同校を訪れた時には、試合前にはラブのもとに脅迫電話が掛かり、また試合中には応援に駆けつけたラブの家族たちに対しては暴言を浴びせ、さらに物を投げつけた。彼らの行動はカレッジバスケファンの行き過ぎた行動として物議を醸した。
UCLAに入学した彼はウォルト・ハザードの許可を得て、1996年にUCLAの永久欠番となっていた42番でプレーした。
当のラブは周囲の雑音にも負けず、オレゴン大との試合では26得点18リバウンドの活躍を見せ、1年目の2007-08シーズンには17.5得点10.6リバウンドを記録。ウッデン賞のオールアメリカチームに選出され、またウッデン賞、ネイスミス賞の各賞レースでは最終候補にまで残り、さらに1年生としては史上2人目となるPac-10の年間最優秀選手にも選ばれた。1年生にして大黒柱となったラブに、バックコートのダレル・コリソン、ラッセル・ウェストブルックを擁するUCLAはPac-10を制し、NCAAトーナメントでは優勝候補として順調に勝ち進んだが、Final4でデリック・ローズ擁するメンフィス大学の前に敗退した。
大学では1年間だけプレイし、2008年のNBAドラフトにアーリーエントリーした。

## NBAキャリア

### ミネソタ・ティンバーウルブズ
2008年のNBAドラフトではチームメートのラッセル・ウェストブルックが指名された直後の全体5位でメンフィス・グリズリーズから指名されたが、直後の大型トレードに組み込まれ、マイク・ミラー、ブライアン・カーディナル、ジェイソン・コリンズとともに、O・J・メイヨ、アントワン・ウォーカー、マルコ・ミリッチ、グレッグ・バックナーとの交換でミネソタ・ティンバーウルブズに移籍した。
2008年のNBAサマーリーグでは全選手中リバウンドトップとなった。10月29日のデビュー戦はベンチからのスタートで12得点、9リバウンドをマークした。ウルブズは開幕から4勝15敗となり、12月8日にランディ・ウィットマンヘッドコーチが解任され、ケビン・マクヘイルゼネラルマネージャーがヘッドコーチを兼任した。マクヘイルコーチ就任後、1月には平均12.5得点、10リバウンドとダブルダブルの成績を残し、チームが10勝4敗に成績を改善するのに貢献した。
ウルブズはラブとポジションが重なるアル・ジェファーソンがエースだったため、ラブはルーキーシーズンの前半をベンチスタートで過ごした。しかし後半に入るとジェファーソンが右足の前十字靱帯を断裂してシーズン絶望となったため、ラブの出場時間は増加し、3月にはその年の新人最多となる9.6リバウンド、新人3位の15.8得点（17試合中14試合で二桁得点）をあげて、月間最優秀新人に選ばれた。
しかし前半の出遅れが祟り、オールスターのルーキーチャレンジには選ばれず、これにはマクヘイルコーチもばかげたことだと不満を発した。最終的には11.1得点9.1リバウンドの成績を残し、オールルーキー2ndチームに選ばれた。また新人王の投票では6位となった。
この年、リーグ9位のリバウンドをあげ、ウルブズの新人チーム記録となる29回のダブルダブルをマークした。1試合平均のオフェンスリバウンドでリーグトップとなったが、新人選手がリーグトップとなったのは84-85シーズンにアキーム・オラジュワン以来のことであった。

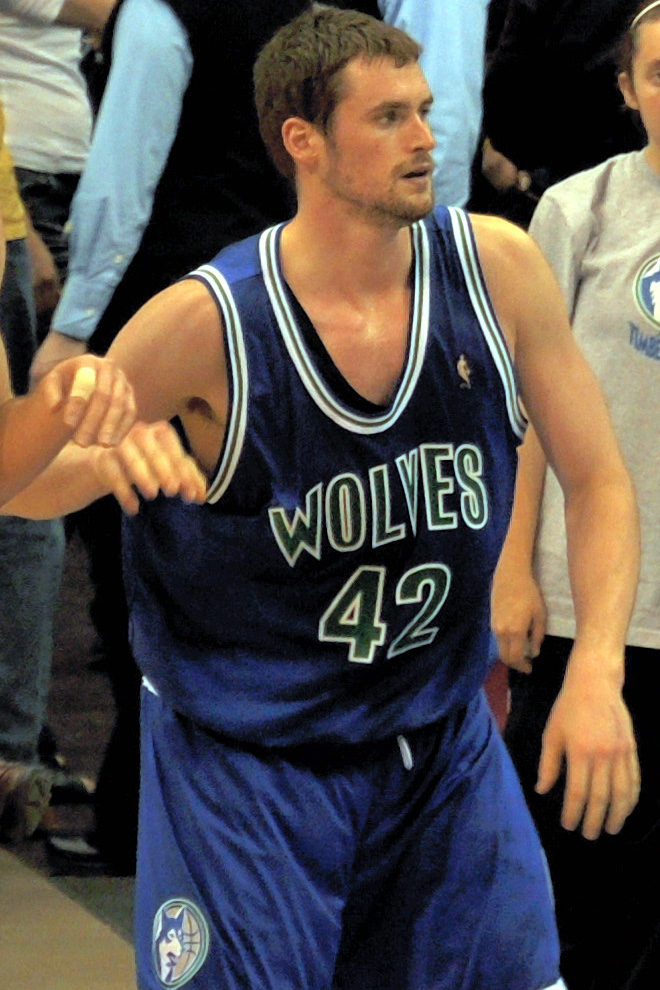
2010年

2009年6月、マクヘイルが09-10シーズンはヘッドコーチを務めないことをTwitterで残念がったことが報道された。開幕前、10月16日のシカゴ・ブルズとのプレシーズンゲームでフリースローのリバウンドを取りに行った際、チームメートのオレクシー・ペチェロフのひじが左手にぶつかり中手骨を骨折、10月20日に3本のボルトを埋め込む手術を行った。開幕から18試合を欠場、12月4日のニューオーリンズ・ホーネッツ戦で復帰した。ラブが欠場した18試合でチームは2勝16敗であった。この年は、オールスタールーキーチャレンジに出場した。この年、出場48分間あたりのリバウンド数ではドワイト・ハワードの18.3、マーカス・キャンビーの18.1を上回り、NBAトップの18.4リバウンドをマークした。

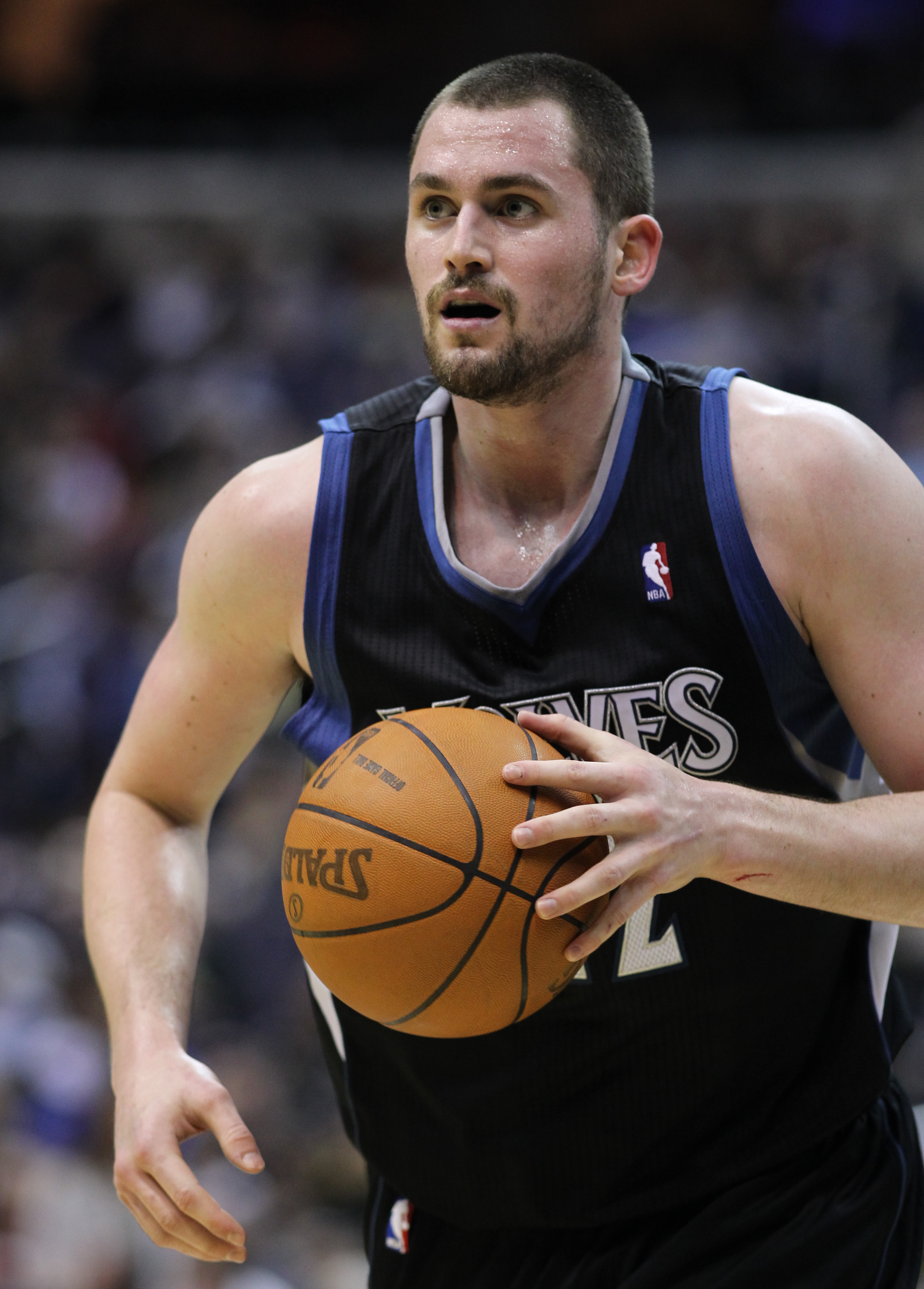
2011年

10-11シーズン開幕前、アル・ジェファーソンがウルブズからトレードで放出されたため、プレー時間の増加が期待された。しかし開幕から9試合は平均28分の出場で30分以上出場したのはわずか2試合であった。シーズン序盤はカート・ランビスヘッドコーチによって、重要な局面でも下げられる場面が多く見られた。11月12日のニューヨーク・ニックス戦で第3Qに21得点、15リバウンドをあげるなど、31得点、キャリアハイの31リバウンドを記録、史上19人目となる30得点、30リバウンド以上を達成した選手となった。30得点、30リバウンド以上をあげたのは、1982年にヒューストン・ロケッツのモーゼス・マローンがシアトル・スーパーソニックス戦で記録して以来28年ぶりのことであった。また31リバウンドという記録も1996年にチャールズ・バークレーが記録して以来のものであった。12月18日のデンバー・ナゲッツ戦で自己ベストの43得点、17リバウンドをあげた。2011年2月4日、負傷した姚明の代わりにNBAオールスターゲームのメンバーに選ばれた。その前日までに平均21.4得点、リーグトップの15.5リバウンド、3ポイントシュート成功、43.9%、34試合連続でダブルダブルをあげていたが、チームが11勝37敗と低迷していたため、オールスターのメンバーに選ばれなかった。2月8日の試合で38試合連続でダブルダブルを達成、それまでケビン・ガーネットが持っていたチーム記録を更新した。2月27日のゴールデンステート・ウォリアーズ戦では37得点、23リバウンドをあげた。ラブが30得点、20リバウンド以上をあげたのはこのシーズン4度目であり、いずれもチーム記録タイとなるフリースロー23本を放ち、18本を成功させた。3月14日のウォリアーズ戦で6得点、12リバウンドに終わり53試合連続でダブルダブルは途切れたが、1976年にABAとNBAが統合して以降、最長記録であり、73-74シーズンにエルヴィン・ヘイズが55試合連続で達成して以来の快挙であった。なお、NBA記録はウィルト・チェンバレンが1964年12月11日から1967年11月17日にかけて作った227試合連続である。なお、ダブルダブルはNBAの公式記録にはなっていない。3月20日のサクラメント・キングス戦で左鼠径部を痛めた。このためシーズン最後の11試合中9試合（最後の6試合全て）を欠場した。チームはラブの不在もあり、15連敗でシーズンを終え、NBA最悪の成績でシーズンを終えた。この年彼は、前年より得点を44％、リバウンドを38%向上させ、MIPに選ばれた。平均15.2リバウンドでNBAリバウンド王にもなっている。平均35.8分出場し、平均20.2得点、15.2リバウンド、2.5アシスト、FG成功率47.0%、フリースロー成功率85.0%、3ポイントシュート成功率41.7%に加えて64試合でダブルダブルを達成した。平均20得点、15リバウンド以上をあげたのは、82-83シーズンにモーゼス・マローンが達成して以来のことであった。この年、ウルブズの選手の中ではラブのレプリカジャージが最も多く売れた。

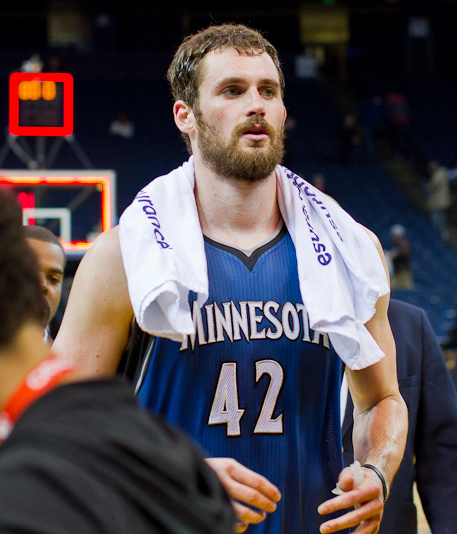
2012年

2011年、前年の世界選手権で直接プレーを見て、チームに合流することを待望していた2009年ドラフト全体5位でウルブズから指名されたリッキー・ルビオがようやくウルブズに加入した。
11-12シーズン、1992年にアキーム・オラジュワンが記録して以来となる、開幕から13試合連続でダブルダブルを記録、2012年1月には、自身初めて3試合連続で30得点以上をあげた。1月25日、ウルブズと4年間6000万ドルから6200万ドルで契約を延長した。この契約では早ければ2015年から無制限フリーエージェントになれる条項が含まれた。2月6日のヒューストン・ロケッツ戦でルイス・スコラの顔面を踏みつけて、2試合の出場停止処分を受けた。オールスター週間に行われた3ポイント・シュートアウトでは決勝でケビン・デュラントを破り初優勝を飾った。3月4日のポートランド・トレイルブレイザーズ戦ではシーズンハイの42得点をあげた。3月13日のフェニックス・サンズ戦ではチーム記録となるシーズン15回目の30得点以上をマークした。ダブルオーバータイムまでもつれた、3月24日のオクラホマシティ・サンダー戦では自己ベストの51得点をあげた。この年、ラブはオールNBAセカンドチームに選ばれ、MVP投票でも6位の得票を得た。シーズンオフにラブはプレーオフに出場できないチーム状況について不満をもらした。11-12シーズン、チームはウェスタン・カンファレンスで下から4番目の26勝46敗で終えたが、これは06-07シーズン以来では最高の成績であった。
2012年10月17日、チーム練習で第3、4中手骨を骨折したため、全治に6週間から8週間かかることが発表された。怪我から5週間後の11月21日のデンバー・ナゲッツ戦で復帰した。12月、チームがプレーオフに出場したことがないため、ケビン・テイラーオーナーからラブはスター選手ではないと言われたことを明らかにし、サポートの不十分なチームフロントへの不満を漏らした。2013年1月3日のデンバー・ナゲッツ戦で右手を再度骨折し、全治8週間から10週間であることが報じられた。この年、FG成功率35.7%、3ポイントシュート成功率21.7%にとどまった。

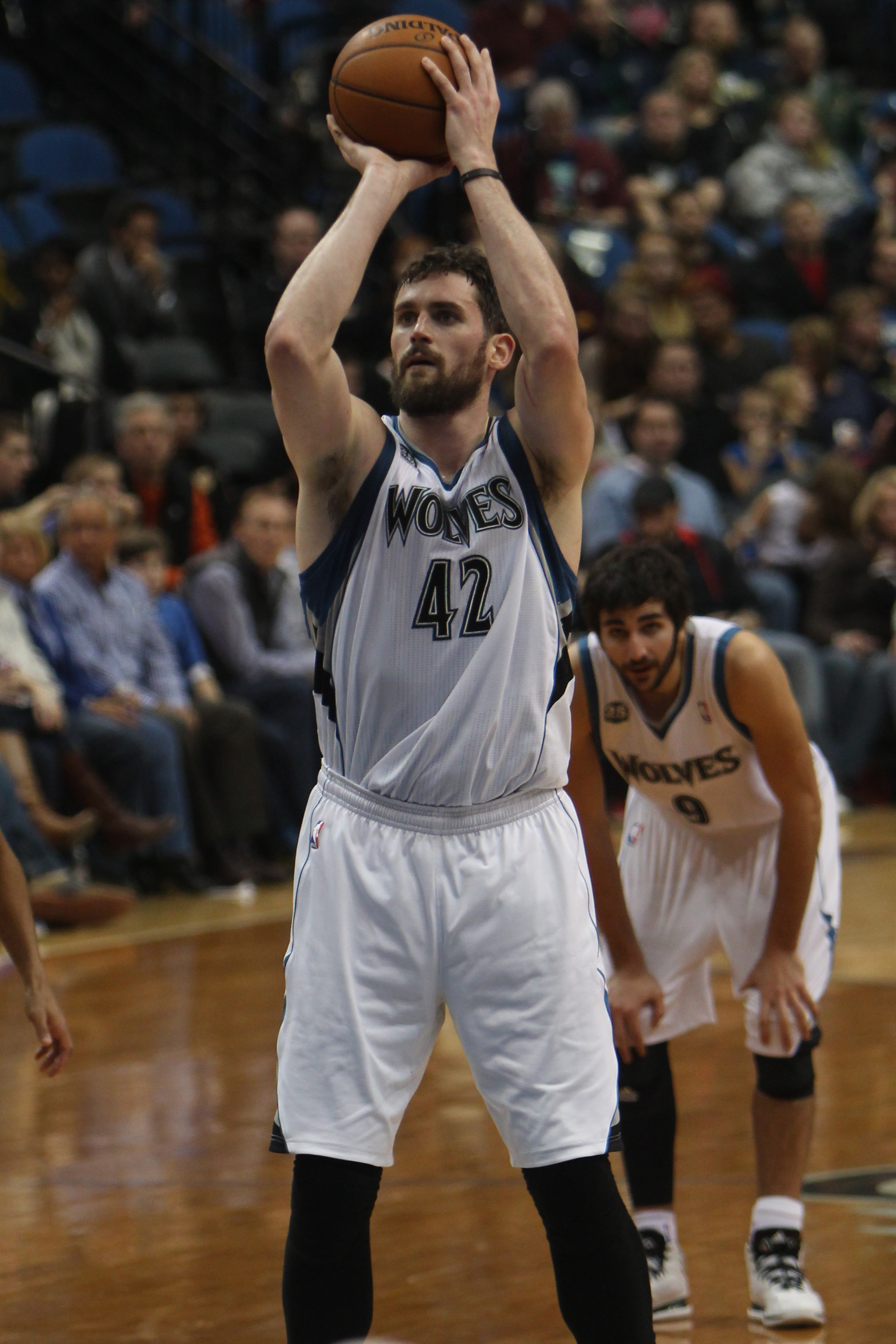
フリースローを放つラブ(2014年)
(後はリッキー・ルビオ)

2014年2月22日のユタ・ジャズ戦で37得点、12リバウンド、10アシストをあげて、初のトリプルダブルを達成した。3月9日のトロント・ラプターズ戦でシーズン143本目の3ポイントシュートを成功させ、07-08シーズンにラシャード・マキャンツが作ったチーム記録を更新した。3月28日のロサンゼルス・レイカーズ戦で22得点、10リバウンド、10アシストをあげて、自身2度目のトリプル・ダブルを達成した。4月2日のメンフィス・グリズリーズ戦でも24得点、16リバウンド、10アシストをあげて自身3度目のトリプル・ダブルを達成した。この年、シーズン2000得点、900リバウンド、100本の3ポイントシュートを成功した初の選手となった。

### クリーブランド・キャバリアーズ

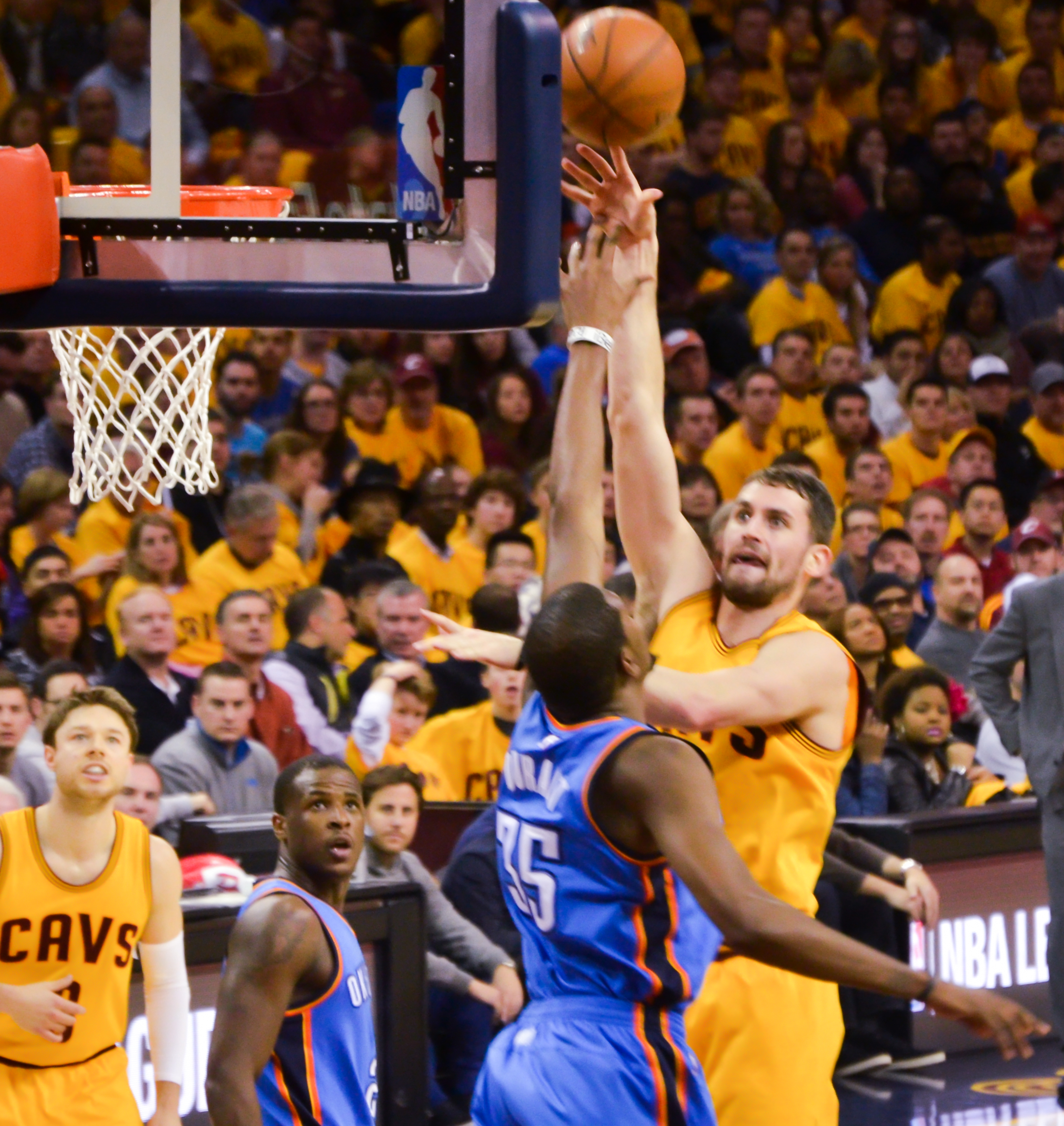
ケビン・デュラントの上からシュートを放つラブ

2014年8月23日、フィラデルフィア・セブンティシクサーズも含めた3チームのトレードで、その年のドラフト全体1位指名のアンドリュー・ウィギンス、前年のドラフト全体1位指名のアンソニー・ベネットとのトレードでクリーブランド・キャバリアーズに移籍した。
キャブス加入1年目の2014-15シーズンは、レブロン・ジェームズなどの協調性に苦しみながらも、自身初の地区優勝とプレーオフ出場を経験した。
2月24日のデトロイト・ピストンズ戦では自己タイの8本の3ポイントシュートを決めて、24得点をあげた。チームは53勝29敗（シーズン最後の43試合で34勝9敗）でイースタン・カンファレンス2位でプレーオフ出場を果たし、ラスベガスでの賭け率では、NBAファイナルに最も近いチームとされた。
プレーオフ1回戦となったボストン・セルティックスとの第4戦の第1Qに、ケリー・オリニクに腕を引っ張られて肩を脱臼し、全治4~6ヶ月と診断され、プレーオフ残り試合の出場が絶望となった。オリニクは、このプレーで1試合の出場停止処分を受けた。キャバリアーズはラブの怪我からの復帰には、4カ月から5カ月かかると発表した。
キャブスと再契約した2015-16シーズンは、前述の怪我も完治し、シーズン開幕戦のシカゴ・ブルズ戦に戦線復帰。そして念願のNBAチャンピオンに輝いた。
2016年11月23日のポートランド・トレイルブレイザーズ戦で、第1クォーターに34得点を記録し、第1クォーターでのリーグ最多得点を記録した。
2018年2月18日に行われるNBAオールスターゲームに出場することが発表されたが、2018年1月30日に行われたデトロイト・ピストンズ戦で左手を負傷した。試合は125-114でピストンズに敗れた。その後、この負傷により6週間から8週間の離脱になると報じられた。2018年3月19日に行われたミルウォーキー・バックス戦で左手の負傷から復帰、25分間の出場で18得点を記録、試合はキャバリアーズが124-117で勝利した。オフの7月24日にキャバリアーズと4年1億4000万ドルで契約延長した。
2018-2019シーズンは怪我に苦しみ22試合の出場に留まった。
2019-2020シーズンは比較的健康なシーズンを過ごしたが、再建中で負けが込むチームに不満を募らせ、強豪チームへのトレードを希望した。しかし2018年に結んだ高額契約がネックとなり獲得するチームは現れず、結果的に残留した。
2022-2023シーズン、2023年2月19日にキャバリアーズと契約のバイアウトに合意し、FAとなった。

### マイアミ・ヒート
2023年2月20日にマイアミ・ヒートと契約した。チームはNBAファイナルに進出、第2戦では10リバウンド、第4戦では12得点を挙げたが、限られた出場時間の中で大きな活躍は出来ず、チームも1勝4敗でデンバー・ナゲッツに敗れた。
2023-2024シーズン、12月17日、シカゴ・ブルズとの対戦で22得点を記録するなど、この試合でNBAキャリア通算15000得点と、NBA選手としては39人目となるスリーポイント通算成功数通算1600回も記録した。

## アメリカ代表
2007年1月15日にアメリカジュニア代表に選ばれ、テネシー州メンフィス世界選抜との間で行われたナイキ・フープサミットで13得点、8リバウンド、3アシスト、2ブロックショットをあげて、100-80の勝利に貢献した
2009年6月25日に、7月22日から25日にラスベガスで行われるアメリカ代表のミニキャンプに招待された。
2010年2月10日、2010年バスケットボール世界選手権及びロンドンオリンピック代表に選ばれた。世界選手権では、1994年大会以来となる優勝を果たした。
ロンドンオリンピックでも金メダルを獲得している。
2014年1月23日にもアメリカ代表のメンバーに選ばれた。

## プレースタイル
ウィルト・チェンバレン、エルジン・ベイラー、ビリー・カニンガム以来初めて平均26得点、12リバウンド、4アシスト以上を同一シーズンに達成、ビッグマンながら高い3ポイントシュート成功率を誇り、リーグ有数のパワーフォワードの1人である。一方、対人ディフェンスは苦手としており、相手選手に多くのシュートを決められている。パス能力、ポストプレイも特筆に値する。

## ドラフト時の評価
高いバスケットIQの持ち主で、ゴール下での得点はもちろん外に出ての勝負もできるなど、そのポストプレイはベテラン選手並み。上体の使い方が上手く、効果的に体を使ってリバウンドを掴み、巧みにパスを捌くことができる。大学時代はセンターでプレイしていたが、NBAではややサイズが足りず、またサイズを補うだけの運動技量も不足している。NBAに合わせた肉体造りが必要であり、また「走れる選手」ではないのでチームの戦略に支障を来たすかも知れない。汚れ役も厭わない献身的な姿勢はNBAの往年の名選手、ウェス・アンセルドに例えられる。なお、ケビンのミドルネームの「ウェスリー」はアンセルドと親交のあった父がアンセルドのような選手になってほしいと考え、名づけた。
プレドラフトキャンプ時の身体データ
| ウイングスパン | 垂直跳び | 最大跳躍 | スプリント | ベンチプレス |
| -------------- | -------- | -------- | ---------- | ------------ |
| 211cm          | 74.9cm   | 88.9cm   | 3.22秒     | 18回         |

※スプリントはコート3/4（約21m）走。ベンチプレスは約84kg。

## 家族
- 父のスタン・ラブ（英語版）は元NBA選手。伯父のマイク・ラブは往年の人気バンドビーチボーイズのメインボーカル[1]。

## 個人成績

### NBA

#### レギュラーシーズン
| シーズン     | チーム       | GP  | GS  | MPG  | FG%  | 3P%  | FT%  | RPG  | APG | SPG | BPG | PPG  |
| ------------ | ------------ | --- | --- | ---- | ---- | ---- | ---- | ---- | --- | --- | --- | ---- |
| 2008–09      | MIN          | 81  | 37  | 25.3 | .459 | .105 | .789 | 9.1  | 1.0 | .4  | .6  | 11.1 |
| 2009–10      | MIN          | 60  | 22  | 28.6 | .450 | .330 | .815 | 11.0 | 2.3 | .7  | .4  | 14.0 |
| 2010–11      | MIN          | 73  | 73  | 35.8 | .470 | .417 | .850 | 15.2 | 2.5 | .6  | .4  | 20.2 |
| 2011–12      | MIN          | 55  | 55  | 39.0 | .448 | .372 | .824 | 13.3 | 2.0 | .9  | .5  | 26.0 |
| 2012–13      | MIN          | 18  | 18  | 34.3 | .352 | .217 | .704 | 14.0 | 2.3 | .7  | .5  | 18.3 |
| 2013–14      | MIN          | 77  | 77  | 36.3 | .457 | .376 | .821 | 12.5 | 4.4 | .8  | .5  | 26.1 |
| 2014–15      | CLE          | 75  | 75  | 33.8 | .434 | .367 | .804 | 9.7  | 2.2 | .7  | .5  | 16.4 |
| 2015–16      | CLE          | 77  | 77  | 31.5 | .419 | .360 | .822 | 9.9  | 2.4 | .8  | .5  | 16.0 |
| 2016–17      | CLE          | 60  | 60  | 31.4 | .427 | .373 | .871 | 11.1 | 1.9 | .9  | .4  | 19.0 |
| 2017–18      | CLE          | 59  | 59  | 28.0 | .458 | .415 | .880 | 9.3  | 1.7 | .7  | .4  | 17.6 |
| 2018–19      | CLE          | 22  | 21  | 27.2 | .385 | .361 | .904 | 10.9 | 2.2 | .3  | .2  | 17.0 |
| 2019–20      | CLE          | 56  | 56  | 31.8 | .450 | .374 | .854 | 9.8  | 3.2 | .6  | .3  | 17.6 |
| 2020–21      | CLE          | 25  | 25  | 24.9 | .409 | .365 | .824 | 7.4  | 2.5 | .6  | .1  | 12.2 |
| 2021–22      | CLE          | 74  | 4   | 22.5 | .430 | .392 | .838 | 7.2  | 2.2 | .4  | .2  | 13.6 |
| 2022–23      | CLE          | 41  | 3   | 20.0 | .389 | .354 | .889 | 6.8  | 1.9 | .2  | .2  | 8.5  |
| 2022–23      | MIA          | 21  | 17  | 20.0 | .388 | .632 | .857 | 5.7  | 1.9 | .4  | .2  | 7.7  |
| 2023–24      | MIA          | 55  | 5   | 16.8 | .440 | .344 | .787 | 6.1  | 2.1 | .3  | .2  | 8.8  |
| 2024–25      | MIA          | 23  | 9   | 10.9 | .357 | .358 | .696 | 4.1  | 1.0 | .7  | .2  | 5.3  |
| 通算         | 通算         | 952 | 693 | 28.9 | .438 | .369 | .828 | 10.0 | 2.3 | .6  | .4  | 16.2 |
| オールスター | オールスター | 3   | 1   | 21.0 | .500 | .364 | .286 | 6.7  | 1.3 | 1.3 | .0  | 10.7 |

#### プレーオフ
| シーズン | チーム | GP | GS | MPG  | FG%  | 3P%  | FT%  | RPG  | APG | SPG | BPG | PPG  |
| -------- | ------ | -- | -- | ---- | ---- | ---- | ---- | ---- | --- | --- | --- | ---- |
| 2015     | CLE    | 4  | 4  | 26.8 | .415 | .429 | .737 | 7.0  | 2.5 | .3  | .5  | 14.3 |
| 2016     | CLE    | 20 | 19 | 30.7 | .385 | .414 | .840 | 8.8  | 2.1 | .5  | .4  | 14.7 |
| 2017     | CLE    | 18 | 18 | 32.1 | .436 | .450 | .840 | 10.6 | 1.7 | 1.2 | .9  | 16.8 |
| 2018     | CLE    | 21 | 21 | 31.4 | .392 | .340 | .922 | 10.2 | 1.6 | .7  | .4  | 14.9 |
| 2023     | MIA    | 20 | 18 | 18.0 | .378 | .375 | .875 | 5.6  | 1.2 | .5  | .4  | 6.9  |
| 2024     | MIA    | 5  | 0  | 6.4  | .444 | .250 | ---  | 2.8  | .8  | .0  | .0  | 1.8  |
| 通算     | 通算   | 88 | 80 | 26.7 | .400 | .397 | .855 | 8.3  | 1.6 | .7  | .5  | 12.6 |

### カレッジ
| シーズン | チーム | GP | GS | MPG  | FG%  | 3P%  | FT%  | RPG  | APG | SPG | BPG | PPG  |
| -------- | ------ | -- | -- | ---- | ---- | ---- | ---- | ---- | --- | --- | --- | ---- |
| 2007–08  | UCLA   | 39 | 38 | 29.6 | .559 | .354 | .767 | 10.6 | 1.9 | .7  | 1.4 | 17.5 |